# Usine centrale laitière de Salé
L'Usine centrale laitière de Salé est un site industriel de production laitière situé dans la ville de Salé.

Il est considéré comme le plus important site de production de l'entreprise marocaine centrale laitière, spécialisé dans les produits dérivés (yaourt, boisson lactées).